# Kolgartowo
Kolgartowo (deutsch Kohlgardtshof) ist ein Ortsteil der Stadt Działdowo (deutsch Soldau) im Powiat Działdowski (Kreis Soldau) in der polnischen Woiwodschaft Ermland-Masuren.

## Geographische Lage
Kolgartowo liegt im Norden des Stadtgebiets von Działdowo, weniger als zwei Kilometer vom Zentrum der Stadt entfernt, die seit 1945 auch die Kreisstadt ist und nach einer Übergangszeit die ehemalige und 20 Kilometer nordöstlich liegende Kreismetropole Neidenburg (polnisch Nidzica) ablöste.

## Geschichte
Kohlgardtshof, vor 1871 auch Kohlgartshof, wurde als ein großer Hof gegründet und war bis 1945 ein Wohnplatz innerhalb der Stadt Soldau i. Ostpr. Gehörte diese bis 1920 und 1940 bis 1945 zum ostpreußischen Kreis Neidenburg, so war sie zwischen 1920 und 1940 Zentrum des sogenannten Soldauer Gebiets, das gemäß Versailler Vertrag ohne Volksabstimmung zu Polen kam.
Im Jahre 1905 zählte Kohlgardtshof 14 Einwohner.
1945 kam Kohlgardtshof mit der Stadt Soldau wieder zu Polen. Während Soldau die polnische Namensform „Działdowo“ erhielt, trägt Kohlgardtshof die Bezeichnung „Kolgartowo“. Der kleine Ort ist heute wieder ein Teil der Stadt Działdowo (polnisch: część miasta Działdowo), die nun das Zentrum des Powiat Działdowski in der Woiwodschaft Ermland-Masuren ist und bis 1998 noch zur Woiwodschaft Ciechanów gehörte. Im Jahre 2007 zählte Kolgartowo 190 Einwohner.

## Kirche
Kohlgardthof gehörte bis 1945 zur römisch-katholischen St.-Adalbert-Kirche in Soldau und war der dortigen evangelischen Pfarrkirche zugeordnet. Die St.-Adalbert-Kirche in Działdowo ist das katholische  kirchliche Zentrum für Kolgartowo geblieben, während die evangelischen Einwohner sich zur Erlöserkirche in der Stadt orientieren.

## Verkehr
Kolgartowo liegt westlich der Woiwodschaftsstraße 545 (ul. Olsztyńska), die die Regionen Działdowo (Soldau), Nidzica (Neidenburg) und Szczytno (Ortelsburg) verbindet.
Über die Bahnstation Działdowo ist der Ort an das Bahnnetz der Polnischen Staatsbahn (PKP) im Regional- und im Fernverkehr angeschlossen.